# Horváth Zoltán (rendező)
Horváth Zoltán (Budapest, 1928. augusztus 30. – 2018. november 11.) rendező, egyetemi tanár.

## Életpályája
Szülei Horváth István és Csermák Mária (1898–1982) voltak. 1946-ban érettségizett a budapesti Szent István Gimnáziumban. 1946–1951 között a Pázmány Péter Tudományegyetem Jogtudományi Karának hallgatója volt. 1951–1956 között a Liszt Ferenc Zeneművészeti Főiskola operarendező szakán tanult Oláh Gusztáv tanítványaként. 1956–1958 között a miskolci Déryné Színház rendezője volt. 1958–1963 között a debreceni Csokonai Színházban rendezett. 1963–1972 között a Pécsi Nemzeti Színházban dolgozott rendezőként. 1972–1983 között a Szegedi Nemzeti Színház zenei főrendezője volt. 1983–1988 között a Budapesti Operettszínház művészeti vezetője volt. 1988-ban nyugdíjba vonult. 1990-től a Szegedi Konzervatórium ének tanszakán oktat. 1996 óta a Zeneművészeti Főiskola Tanárképző Tagozatán a színpadi játék és színészmesterség tanára. 2005 óta a Pécsi Tudományegyetem zenei szakán oktat.
Rendezett a budapesti szabadtéri színpadokon, a Szegedi Ünnepi Játékokon, a szombathelyi Iseum színpadán, a fertőrákosi Barlangszínházban, a Ferencvárosi Bakáts téri Játékokon, a kolozsvári Magyar Operában, a Tamperei Színházban és Lisszabonban is.

## Magánélete
1957-ben házasságot kötött Pósa Jerne-vel. Két gyermekük született; Zoltán (1957) és Jerne (1961).

## Színházi rendezései
A Színházi Adattárban regisztrált bemutatóinak száma: 173.
| - Puccini: Tosca (1956, 1998) - Jacobi Viktor: Leányvásár (1956) - Mozart: Szöktetés a szerájból (1957, 1960, 1980) - Bayer: A babatündér (1957) - Ravel: Bolero (1957, 1960) - Weber: A rózsa lelek (1957) - Leoncavallo: Bajazzók (1957, 1983, 1990, 1994-1995) - Mascagni: Parasztbecsület (1957, 1983, 1990, 1994-1996) - Szolodár: Nyári kaland (1957) - Lehár Ferenc: A mosoly országa (1958, 1969-1970, 1983) - Verdi: Rigoletto (1958, 1961, 1967, 1981, 1989-1990, 1992, 1998) - Bejach: A lehetetlen nő (1959) - Donizetti: Don Pasquale (1959, 1967, 1985, 1994) - Sebastian: Vakációsdi (Mégis legszebb a nyár) (1959) - Beethoven: Fidelio (1960, 1962, 1964, 1972) - Pongrácz Zoltán: Odysseus és Nausikaa (1960) - Gounod: Faust (1961, 1965, 1967) - Verdi: Traviata (1961, 1972, 1976, 1980, 1995) - Karvas: Éjféli mise (1961) - Verdi: Álarcosbál (1962) - Mozart: Figaro házassága (1962, 1974-1975) - Bizet: Carmen (1962, 1971, 1973, 1983) - Menotti: Amélia bálba megy (1962) - D'Ambrosi: Ephezusi özvegy (1962) - Kodály Zoltán: Székelyfonó (1962, 1976) - Verdi: A trubadúr (1962, 1972, 1981) - Verdi: Aida (1962, 1968, 1973) - Offenbach: Hoffmann meséi (1963) - Rossini: A sevillai borbély (1963, 1982-1983) - Verdi: Don Carlos (1963, 1979-1980, 1983, 1988) - Huszka Jenő: Aranyvirág (1964) - Nicolai: A windsori víg nők (1964, 1978) - Lhotka-Kalinski: Analfabéta (1964) - Milhaud: Az elhagyott Ariadne (1964) - Milhaud: Az elrabolt Európa (1964) - Milhaud: A megszabadított Theseus (1964) - Bartos: Zárzavar (1964) - Sosztakovics: Kisvárosi Lady Macbeth (1964) - Mozart: Don Juan (1965) - Weber: A bűvös vadász (1965) - Donizetti: Lammermoori Lucia (1965) - Janacek: Jenufa (1966) - Puccini: Pillangókisasszony (1966) - Handel: Julius Caesar (1966) - Puccini: A köpeny (1968, 1973, 1997) - Puccini: Gianni Schicchi (1968, 1973, 1981, 1997) - Fall: Sztambul rózsája (1969) - Erkel Ferenc: Hunyadi László (1969) - Flotow: Márta (1969) - Puccini: Manon Lescaut (1970) - Szőnyi Erzsébet: Firenzei tragédia (1970) - Károly Róbert: Japán halászok (1970) - Mozart: Varázsfuvola (1970, 1978, 1999) - Kacsoh-Kenessey: János vitéz (1971, 1973) - Farkas Ferenc: Csinom Palkó (1971) - Puccini: Bohémélet (1972, 1978, 1993) - Verdi: Falstaff (1973, 1980, 1996) - Wagner: Lohengrin (1973, 2002) - Puccini: Angelica nővér (1973) - Ránki György: Pomádé király új ruhája (1974, 1980) - Einem: Az öreg hölgy látogatása (1974) - Verdi: Otello (1975) - Delibes: Lakmé (1975) - Vántus István: Aranykoporsó (1975) | - Bartók Béla: A kékszakállú herceg vára (1976) - Strauss: A cigánybáró (1976, 1981-1982, 1998) - Donizetti: Szerelmi bájital (1977, 1988, 1999) - Németh Amadé: Villon (1977) - Mozart: Cosí fan tutte (1978) - Verdi: Johanna (1979) - Verdi: Nabucco (1979, 1982) - Donizetti: Anna Bolena (1979) - Verdi: Simon Boccanegra (1980, 1996) - Kovách Andor: Medea (1981) - Erkel Ferenc: Bánk bán (1981) - Szőnyi Erzsébet: Adáshiba (1982) - Haydn: A halászlányok (1982) - Schönthan: A szabin nők elrablása (1984) - Máté Péter: Kaméleon (1984) - Kacsóh Pongrác: Rákóczi (1984) - Ribnyikov: A 'Remény' (Juno és Avosz) (1985) - Offenbach: A Gerolsteini nagyhercegnő (1986) - Kálmán Imre: Hajmási Péter... (1986) - Kálmán Imre: A Montmartre-i ibolya (1987, 1995) - Lehár Ferenc: A víg özvegy (1990) - Kálmán Imre: Marica grófnő (1991) - Suppé: Banditacsíny (1991) - Hervé: Nebáncsvirág (1991) - Huszka Jenő: Lili bárónő (1992) - Ende: Ármányos puncs-pancs (1993) - Kókai Rezső: István király (1996, 2000) - Schubert-Berté: Három a kislány (1997, 1999) - Solti Gábor: Az opera hullámain (2001) - Lencsés Balázs: Hamlet (2001) |

## Díjai, kitüntetései
- Erkel Ferenc-díj (1966)
- Érdemes művész (1986)
- Szeged város Alkotói Díja
- Bartók–Pásztory-díj
- Nádasdy Kálmán-díj (2005)
- Dömötör-díj (2008)[6]

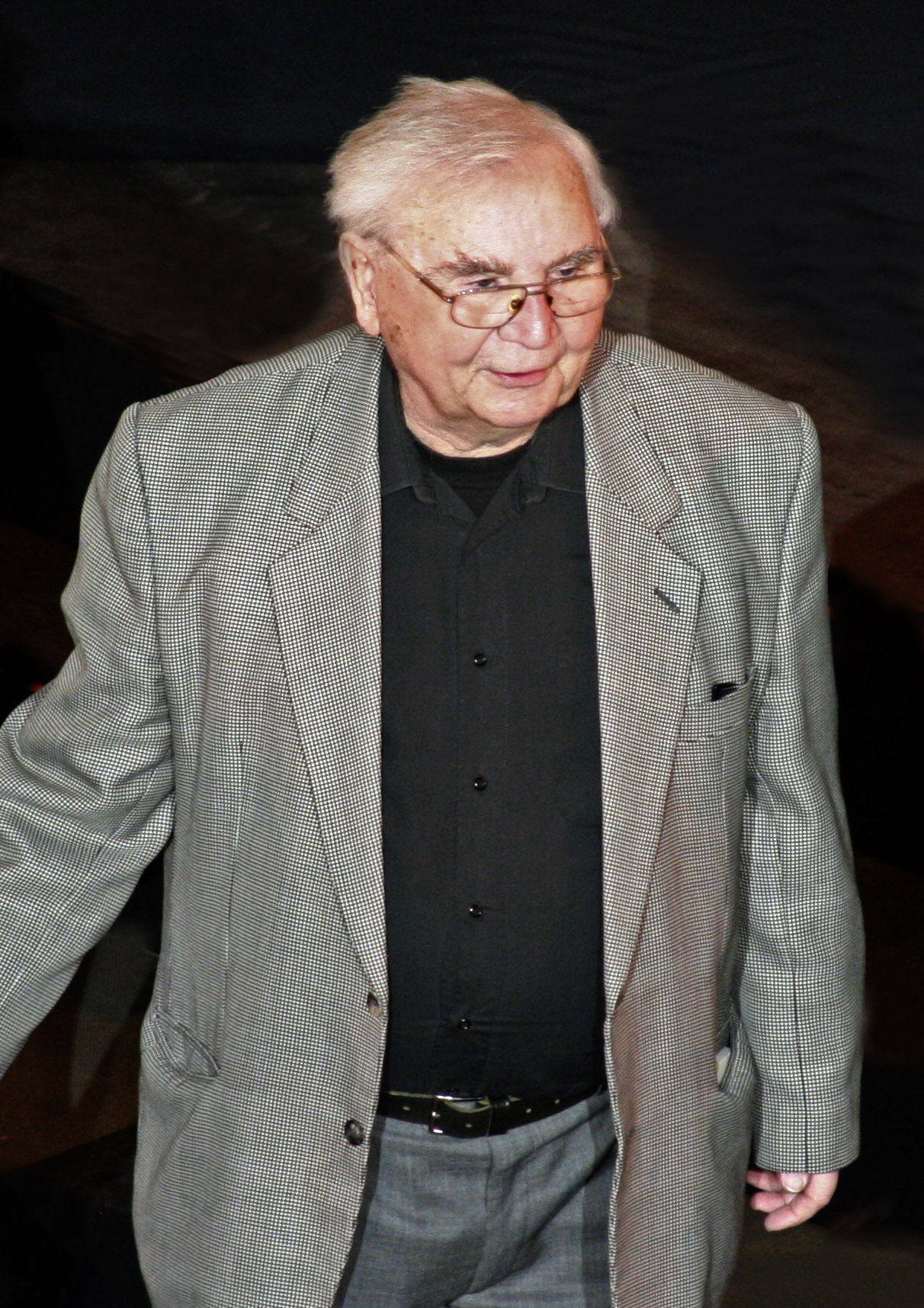
Horváth Zoltán a Varázsfuvola (2016) rendezőjeként

- A Magyar Érdemrend lovagkeresztje (2010)